# حبيب الله الخوئي
السيد حبيب الله محمد بن هاشم الموسوي الخوئي (1265 هـ - 1326 هـ). هو رجل دين وفقيه ومُؤلّف شيعي إيراني (آذري) ترجع أصوله إلى مدينة خوي التي يتكلّم أهلها اللغة الأذرية. واشتهر بكونه أحد شُرّاح كتاب نهج البلاغة.
ولد في مدينة خوي ثم هاجر إلى النجف ليتتلمذ هناك عند حسين الترك، وعلي بن خليل الطهراني، وسافر في أواخر أيام حياته إلى طهران، وتُوفيّ بها سنة 1326 هـ.

## مؤلفاته
| - منهاج البراعة في شرح نهج البلاغة. يقع هذا الكتاب في زهاء ثمانية مجلدات. - ترجمة نهج البلاغة. ترجمة فارسية لكتاب نهج البلاغة. - حاشية القوانين. حاشية على بعض أبواب كتاب القوانين. | - منتخب الفن في حجة القطع والظن. - إحقاق الحق في تحقيق المشتق. - الجنة الواقية. هذا الكتاب مُخصّص في أدعية نهار شهر رمضان مع شرحها. |

### كتب
- أعيان الشيعة. محسن الأمين، طبع بيروت - لبنان، تاريخ الطبع مفقود، منشورات دار التعارف.
- الذريعة إلى تصانيف الشيعة. آغا بزرگ الطهراني، طبع بيروت - لبنان، تاريخ الطبع مفقود، منشورات دار الأضواء.

### إشارات مرجعية
1. ↑  
الأمين، محسن. أعيان الشيعة - ج4. ص. 561. مؤرشف من الأصل في 2019-12-15.
2. ↑  
التبريزي، علي. مرآة الكتب. ص. 481. مؤرشف من الأصل في 2019-05-18.
3. ↑  
الطهراني، آغا بزرگ. الذريعة إلى تصانيف الشيعة - ج4. ص. 145. مؤرشف من الأصل في 2019-12-15.